# Toora
Toora (auch: Te Ora) ist ein Ort im Osten des Maiana-Atolls in den zum Inselstaat Kiribati gehörenden Gilbertinseln im Pazifischen Ozean mit einer Landfläche von 0,12 km². 2020 hatte der Ort 130 Einwohner.

## Geographie
Toora liegt im Osten des Haupt-Motus von Maiana zwischen Tebwangetua im Südwesten und Temwangaua im Norden.

## Klima
Das Klima ist tropisch heiß, wird jedoch von ständig wehenden Winden gemäßigt. Ebenso wie die anderen Orte des Maiana-Atolls wird Toora gelegentlich von Zyklonen heimgesucht.